# دانک (روستا)
این روستا از توابع بخش کلنجین , شهرستان بوئین‌زهرا استان قزوین می‌باشد و در منتهی الیه جنوب شرقی استان و همجوار استان مرکزی قراردارد، فاصله روستا با شهرستان بوئین‌زهرا حدود ۱۰۰ کیلومتر است، همه مردم روستا به زبان ترکی آذربایجانی سخن می‌گویند، روستا با قرار گرفتن در کنار رودخانه و بهره‌مندی از منابع آبی مناسب، از پوشش گیاهی خوب برخوردار بوده و یکی از سرسبزترین روستاهای استان می‌باشد، وجود. تاکستان‌های (باغ انگور) گسترده و درختان سربه فلک کشیده گردو و سایر میوه‌ها این روستا را به یکی از معروفترین روستاهای استان تبدیل کرده‌است، سایر محصولات کشاورزی روستا عبارتند از گندم، جو، حبوبات و...، زنان روستایی علاوه بر کمک در امور کشاورزی و باغداری در زمینه صنایع دستی مانند قالیبافی، بافت دستکش و جوراب و سایر اقلام ضروری که عمدتاً از پشم گوسفندان در افزایش درآمد خانواده نقش زیادی دارند.

## جمعیت و مذهب
- جمعیت این روستا طبق سر شماری سال ۱۳۸۵ تعداد ۳۷۴ نفر و ۹۲ خانوار می‌باشد.
- دین مردم اسلام و مذهبشان شیعه جعفری است.

## جاذبه‌های گردشگری
جنگل‌ها، باغ‌های انگور و رودخانه چهار فصل و تپه ماهور‌های که در اردیبهشت ما سر سبزیش بهشت را تداعی می‌کند.